# Béla Békessy
Béla Békessy (* 16. November 1875 in Debrecen, Österreich-Ungarn; † 6. Juli 1916 in Wolhynien, heutige Ukraine) war ein ungarischer Fechter.

## Leben
Béla Békessy nahm an den Olympischen Spielen 1912 in Stockholm in sämtlichen Einzelkonkurrenzen teil. Mit dem Degen schied er in der Vorrunde aus, mit dem Florett wurde er Siebter. In der Säbelkonkurrenz erreichte er gemeinsam mit sechs weiteren Ungarn und einem Italiener die Finalrunde und platzierte sich hinter Jenő Fuchs auf dem zweiten Rang, womit er die Silbermedaille gewann. Zwischen 1901 und 1907 sicherte er sich mehrere ungarische Meistertitel. 1907 wurde er zudem ungarischer Meister im Dressurreiten.
Im Ersten Weltkrieg diente Békessy in einem Husarenregiment an der russischen Front. Für seine Beteiligung bei der Gefangennahme von 200 russischen Kriegsgefangenen und der Sicherstellung von Geheimdokumenten wurde ihm der Orden der Eisernen Krone verliehen. Kurz darauf fiel er in Wolhynien in der heutigen Ukraine.